# 오버제

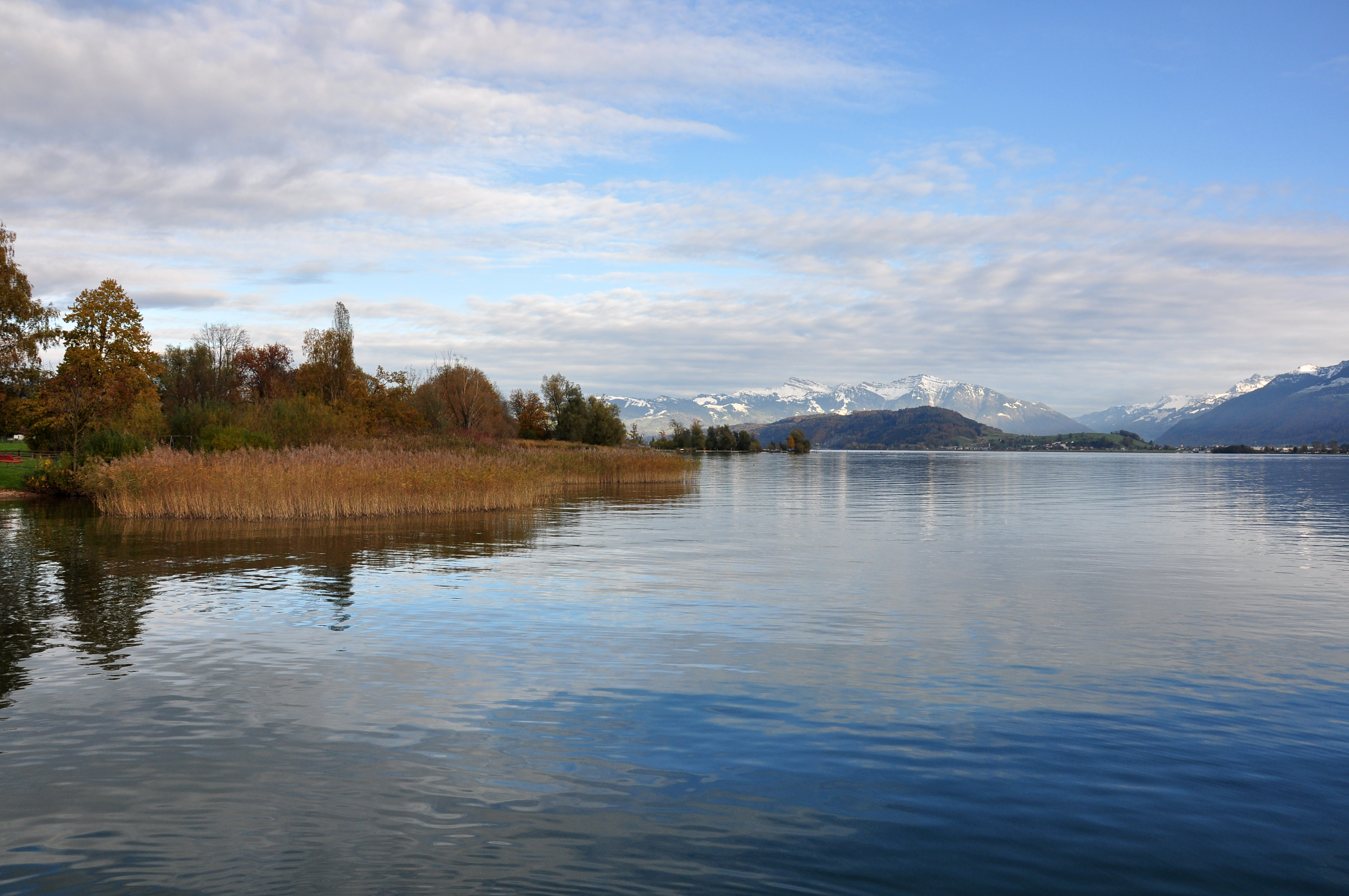

오버제(Obersee, ‘위쪽 호수’)는 스위스의 장크트갈렌주와 슈비츠주에 있는 취리히 호수의 두 부분 중 더 작은 것이다.

## 지리
취리히 호수는 68.2k㎡의 하부(운터제) 북서부의 일반적인 이름이며, 더 작은 남동쪽 상부(오버제) 호수 지역은 20.8k㎡로 라퍼스빌과 후르덴 반도를 연결하는 퇴적암 지층인 제담 둑길에 의해 양분된다. 1951년 이전에는 연간 수위가 1m 이상 변동했지만, 그 이후로 수위가 엄격하게 규제되어 여름과 겨울 사이에 평균 40cm 차이가 난다. 평균 호수 수위는 현재 해발 406m로 오버제와 운터제는 1cm 차이만 난다.
라퍼스빌과 후르덴 사이의 제담은 약 5,000년 전부터 역사적인 호수 횡단 통로로 사용되었다. 1870년대부터 부분적으로 인공 도로 둑길과 2개의 다리가 추가되어 호수의 가장 좁고 평평한 바닥 지역을 가로질러 라퍼스빌에서 페피콘까지 철도와 도로가 연결되었다. 제담은 프라우엔빈켈(Frauenwinkel) 보호 지역이 위치한 후르덴의 후르덴 운하로 연결된 낮은 취리히제와 오버제의 남동쪽 부분을 나눈다. 제담 서쪽에 있는 취리히제의 더 큰 부분은 주로 취리히주, 슈비츠 및 장크트갈렌주의 작은 부분(켐프라텐 및 라퍼스빌)에, 상류 호수는 장크트갈렌주와 슈비츠주가 각각 공유한다.
취리히 호수는 글라루스 알프스의 빙하에서 흘러내리는 린트강에 의해 형성되었다. 1811년에 에셔 운하가 완공되어 린트강을 발렌 호수에서 린트 운하(1816년 완공)로 오버제의 동쪽 끝으로 운반하고, 뷔히베르그 언덕으로 분리시킨다. 린트강과 훨씬 더 작은 요나강 외에 다른 중요한 흐름은 오버제로 흐르지 않는다.

## 수문
오버제는 수심이 얕고 부피에 비해 린트 운하에서 유입되는 양이 매우 많다는 특징이 있다. 따라서 중간 린트강의 유입으로 상부 호수의 물의 이론적인 체류 시간은 약 10주에 불과하다. 수면 근처의 층에서는 평균 온도가 약간 상승하는 경향이 관찰되어 호수의 온도 계층화가 늦여름까지 훨씬 더 안정적으로 유지된다. 점점 더 따뜻해지는 겨울은 호수의 물이 깊이까지 불완전하게 혼합되는 결과를 낳는다. 발렌제와 오버제는 취리히제의 주요 수자원 공급원이다. 백만 명 이상의 주민들이 식수저장고로 사용하고 있다. 따라서 취리히시의 상수도 당국은 식수 공급의 품질을 보장하기 위해, 이 두 호수의 수질을 정기적으로 검사한다. 취리히, 슈비츠, 글라루스주와 장크트갈렌의 인접한 주는 모니터링 비용에 참여한다. 1970년대 초반부터 대대적인 구조 조정을 통해 수질이 크게 개선되었다. 1,740k㎡의 대규모 집수 지역에 거주하는 거의 모든 주민들이 하수처리장과 연결되어 있다. 매년 봄에 물의 순환이 발생하지만, 7월에는 종종 30m 깊이 아래에서 눈에 띄는 산소 부족이 관찰되며, 몇 달 동안 지속된다.

## 자연
1978년 목록에 이어 1988년에 제네바 대학은 전체 호수 지역의 강가 지역에서 수생 식물에 대한 두 번째 목록을 작성했다. 장크트갈렌주의 호숫가 길이가 약 500m인 50개 부분으로 나뉘고 12개의 다른 매개변수로 설명된다. 가장 중요한 것은 갈대, 부유식물, 수중식물(연못 및 돌나물)로 구분되는 수생식물(대생식물)에 대한 식물 환경 정보이다. 울창한 초목 구역은 일반적으로 1m에서 4m, 최대 5m 깊이이다. 영양분 대신 부유하는 광물 입자가 많이 들어 있어 해저가 더 깊은 곳에서 식민화되는 것을 방지한다. 1978년 마지막 관측 이후 천해대의 식민화 정도가 다시 상승하고 있는데, 이는 최대 식민대의 증가와 직결된다. 식생은 수중식물의 4/5와 신흥 식물의 약 1/5로 구성된다. 후자는 갈대밭을 포함한다. 1850년에 90ha의 갈대밭이 호수 아래쪽 지역에 홀로 존재했다. 1954년과 1987년의 항공 사진을 비교하면 가공 지역 대부분의 해안 구간에서 갈대밭이 크게 감소한 것으로 나타났다. 갈대 면적은 1978년에서 1987년으로 상층 호수의 15ha에서 16ha로 증가했다. 갈대 제방은 1960년대와 1970년대에 대부분 쇠퇴했지만, 이후 낮은 수준에서 소폭 회복된 것으로 결론지을 수 있다.

## 같이 보기
- 제담